# 当座預金出納帳
当座預金出納帳（とうざよきんすいとうちょう）は、会計帳簿の一つで、当座預金の預け入れと引き出しの明細を管理・記録するための帳簿。補助簿の中の補助記入帳一つ。
当座預金出納帳では正確な記帳が行なわれていても、様々な理由により実際には銀行の預金残高と一致しないことがある。そこで当座預金については、定期的に取引銀行から当座預金残高証明書や当座勘定照合表等を取寄せ、帳簿残高との一致を確かめる必要が出てくる。その際作成されるのが、銀行勘定調整表という。